# Juan de Betanzos

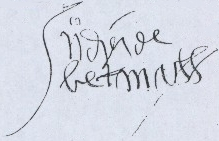
Firma del cronista Juan de Betanzos.

Juan Diez de Betanzos (Betanzos, 1510 circa – Cusco, 1º marzo 1576) è stato uno scrittore e storico spagnolo.

## Incertezza sulle origini
Betanzos è un paese della Galizia spagnola posto a 25 Kilometri dal porto di La Coruña. È lì che si presume abbia avuto i natali lo scrittore spagnolo che assunse lo stesso nome, ma alcuni investigatori moderni avanzano seri dubbi su questa ipotesi. Tra essi María del Carmen Martín Rubio, la redattrice della opera principale di Juan de Betanzos, identifica Valladolid come il luogo di nascita dell'autore. Ella fonda la sua teoria su due documenti trovati nell'Archivo General de Indias che attestano la presenza di un Juan de Betanzos, scribano di Valladolid, in Santo Domingo nel 1539, ove sarebbe giunto 13 anni prima, ovvero nel 1526. 
Si tratta dell'autore della "Suma y narracion" o dobbiamo presupporre che siano esistiti due scrivani spagnoli con lo stesso nome, tutti e due operanti nelle Indie nel medesimo periodo ?
La cosa si complica se si considera che nel documento citato si afferma che il Juan de Betanzos di San Domingo ha lasciato in Spagna moglie e figli, mentre il Juan de Betanzos peruviano si è successivamente sposato al Cuzco, essendo quindi libero di legami matrimoniali a meno di presumere una precedente vedovanza. Ancora più strana è la circostanza della mancanza di riferimenti a Juan de Betanzos, sia peruviano, sia di San Domingo, nel "Catalogo de pasajeros a Indias", una lista meticolosamente compilata dalle autorità spagnole in cui erano indicati tutti nomi dei viaggiatori verso il Nuovo Mondo. Potrebbe trattarsi di un emigrato clandestino, come tale non registrato, cosa che, sia pur raramente, avveniva talvolta per persone non abilitate all'espatrio, quali ebrei, cristiani recentemente convertiti o "moriscos", ma in questo caso si dovrebbe pensare che la stessa trasgressione sia avvenuta per ben due individui portanti lo stesso nome. Così come il luogo, anche la data di nascita di Juan de Betanzos è avvolta nel mistero e quella del 1510 viene assunta come probabile soltanto grazie a delle congetture.

## Primi anni in Perù
Ancora una volta siamo in assenza di dati certi. È possibile che Betanzos sia giunto in Perù assieme ai contingenti venuti in aiuto ai compatrioti di Lima durante la grande ribellione degli Inca, ma non mancano ipotesi di una sua partecipazione alle prime fasi della conquista. Di certo sappiamo che il suo nome non compare tra i destinatari del riscatto di Atahuallpa e comunque neppure il suo apporto, se apporto vi fu, alle successive vicende della conquista del Cuzco fu considerevole perché negli anni immediatamente successivi appare sprovvisto di beni, mentre i primi "conquistadores" godevano di appannaggi considerevoli. 
Il suo primo incarico fu quello di scrivano personale di Pizarro, compito che egli assolse con lodevole impegno, tanto da conquistarsi la fiducia del Marchese Governatore. Alla morte del conquistatore del Perù, ovviamente Betanzos si schierò con i suoi sostenitori ed entrò nelle grazie del nuovo incaricato imperiale, Vaca de Castro che doveva ripristinare la legalità compromessa dalla ribellione del giovane figlio di Almagro.
Durante la reggenza di Vaca de Castro, Betanzos iniziò, per la prima volta, quell'attività di conoscitore delle vicende incaiche che gli avrebbe, in seguito, permesso di redigere la sua opera principale. Egli aveva contratto matrimonio con una principessa inca, già amante e concubina di Francisco Pizarro che da lei aveva avuto due figli. Si trattava di Cuxirimay Ocllo, conosciuta, dopo il battesimo, con il nome di doña Angelina, discendente, per parte di padre da Pachacútec. Già versato nella lingua quechua, Betanzos aveva avuto, grazie a questo matrimonio, la possibilità di approfondire la conoscenza dell'idioma degli Inca, così come l'opportunità di penetrare le tradizioni dell'etnia regale.
Vaca de Castro aveva concepito il disegno di ricostruire la storia dell'impero sconfitto ed aveva, allo scopo, predisposto la stesura dei racconti tramandati, fino ai suoi giorni dai "quipocamayo", testualmente i depositari dei "quipu", una forma di protoscrittura degli Inca. Betanzos, grazie alla sua conoscenza del quechua, partecipò a questa ricostruzione della storia andina, seppur in qualità di scrivano, e il suo nome figura nell'opera che ne conseguì, nota come "Declaración de los quipocamayos a Vaca de Castro". La relazione in questione è, ancora oggi, fonte di studio per gli esperti di storia inca ed è considerata di valore inestimabile.
Fu forse proprio sovraintendendo alla compilazione di questi racconti mitici che Betanzos concepì l'idea di scrivere, a sua volta, una storia approfondita della dinastia dei signori del Cuzco.

## Guerre civili
I sanguinosi eventi che sconvolsero i primi anni del Perù coloniale videro anche Betanzos coinvolto nelle dispute tra i conquistadores. 
Schierato tradizionalmente con i Pizarro e residente al Cuzco, feudo di Gonzalo Pizarro, non poteva che schierarsi con il fratello del suo antico protettore quando questi decise di sfidare il potere imperiale facendo insorgere tutta la colonia. Sappiamo che era amico di Francisco de Carvajal, il temuto "diavolo delle Ande", luogotenente dei ribelli, ma ciò nonostante, non pare che la sua partecipazione al conflitto sia stata considerevole. In ogni caso venne arrestato mentre si recava a Lima con una missiva di Juan de Acosta indirizzata a Gonzalo Pizarro. La sua situazione pareva compromessa, ma Pedro de la Gasca, il comandante delle forze lealiste era fautore di una politica di tolleranza e Betanzos decise di approfittarne passando nel campo delle forze imperiali. 
La sua scelta venne premiata e, a guerra ultimata, ricevette come ricompensa una encomienda e il riconoscimento di interprete ufficiale. Da quel momento la vita di Betanzos si svolse sempre nel binario della legalità e la sua preoccupazione fu solo quella di incrementare la sua già soddisfacente posizione sociale. Dal matrimonio con la principessa Cuxirimay o Doña Angelina, come ormai era chiamata, aveva ricevuto in dote possedimenti considerevoli che uniti alle sue encomienda e alle rendite derivantegli dalla posizione di interprete ufficiale, facevano di lui un cittadino agiato, se non facoltoso.

## Betanzos scrittore
La ragguardevole posizione raggiunta da Betanzos gli permise di stringere legami di stima, se non proprio di amicizia, con i più importanti personaggi della colonia. Tra questi vi era il viceré Antonio de Mendoza che, incuriosito dalle tradizioni indigene, lo invitò a scrivere un resoconto della storia della conquista.
Betanzos, ormai padrone della lingua quechua avendo già redatto una dottrina cristiana ad uso degli indigeni e due vocabolari dallo spagnolo alla lingua indigena, si apprestò di buon grado ad accontentarlo. Ne sortì una breve scritto, una specie di riassunto delle gesta dei primi conquistatori. L'opuscolo, ultimato nel 1551, oggigiorno è andato perduto.
Il viceré ne fu comunque assai soddisfatto, tanto che lo incoraggiò a cimentarsi in un'opera di più vasto respiro che abbracciasse la storia degli Inca dall'origine all'arrivo degli Spagnoli. Ci vollero circa sette anni prima che Betanzos finisse l'opera che lo avrebbe reso famoso. Comunque nel 1558 vide la luce la "Suma y narración de los Incas que los indios llamaron Capaccuna", ma il viceré era morto nel frattempo e il manoscritto non venne pubblicato. Sarebbero occorsi più di tre secoli prima che questo importantissimo testo conoscesse l'onore delle stampe.

## Betanzos diplomatico
Nel 1556 giunse in Perù il nuovo viceré don Andrés Hurtado de Mendoza, marchese di Cañete. Tra le disposizioni che aveva incarico di attuare, per conto del suo re, Filippo II, vi era quella di giungere ad una composizione, possibilmente pacifica, della ribellione che vedeva sollevati gli ultimi Inca trincerati in Vilcabamba sotto l'egida del loro imperatore, il giovane Sayri Tupac erede di Manco II. 
Delle discrete, quanto elaborate negoziazioni vennero intraprese per convincere l'ultimo rampollo degli Inca ad abbandonare il suo rifugio e, in cambio della sua desistenza dalla lotta, gli vennero offerte condizioni particolarmente vantaggiose, quali l'immunità totale, per sé e per i suoi sudditi e ricche prebende nel Cuzco dei suoi avi. Nel finale delle trattative si rese necessario l'invio di una delegazione ufficiale presso l'Inca ribelle e, grazie alla sua padronanza della lingua quechua venne prescelto Betanzos che iniziò il suo viaggio all'inizio del 1557. L'intervista fu positiva ancorché non risolutiva, in quanto una rappresentanza di Vilcabamba volle recarsi al Cuzco per avere garanzie concrete direttamente dal viceré; comunque, in esito, il 5 gennaio del 1558 Sayri Tupac entrava finalmente nell'antica capitale degli Inca. 
Sembrava che la ribellione degli Inca di Vilcabamba fosse definitivamente sopita, ma la morte improvvisa di Sayri Tupac nel 1560 riaprì la questione. Nel ridotto montano, infatti, gli ultimi seguaci di Manco elessero uno dei suoi figli, l'illegittimo Titu Cusi Yupanqui e la lotta si riaccese nuovamente. Gli Spagnoli erano però ancora propensi a definire pacificamente la questione e nuovi parlamentari furono intrapresi. Ancora una volta venne incaricato Betanzos della conduzione delle trattative, ma il nuovo inca supremo era particolarmente scaltro e diffidente e, fu possibile raggiungere soltanto un compromesso di non belligeranza. L'indipendenza del piccolo regno di Vilcabamba sarebbe durata ancora per pochi anni, cioè fino al 1572, quando l'ultimo sovrano, Túpac Amaru, sconfitto e catturato, sarebbe salito sul patibolo nella piazza principale del Cuzco.

## Ultimi anni
La vita familiare di Betanzos non fu particolarmente felice. Dalla principessa Cuxirimay, morta nel frattempo, aveva avuto una figlia, Doña Maria Díez, che secondo le sue intenzioni avrebbe dovuto dedicarsi alla vita monastica. La giovane, però, dispose altrimenti e, innamoratasi di un "mestizo", contrasse matrimonio contro la volontà del padre. Betanzos non accettò questa unione e diseredò la figlia, anche se, in un secondo tempo, le concesse le proprietà che aveva ricevuto dalla di lei madre. 
Rimasto vedovo, si sposò, in seconde nozze con una dama spagnola, doña Catalina de Velasco, dalla quale ebbe quattro figli. Ormai anziano, si spense infine, serenamente, il 1 di marzo del 1576 nel Cuzco che era ormai diventata la sua patria di elezione.

## La "Suma y narración"
L'opera più importante di Betanzos era destinata ad avere una vita travagliata e misteriosa come quella del suo autore.
Dimenticata per molti anni venne, una prima, volta citata dal Padre Gregorio García, nel prologo della sua pubblicazione, la "Origen de los indios y predicación del Evangilo nel Nuevo Mundo". Il domenicano dichiarava di aver avuto accesso agli scritti di Betanzos e di averli ampiamente utilizzati per la parte di competenza della storia degli Inca. Una copia del manoscritto, predisposto per Lord Kingsborough, pervenne in mano dello storico William Prescott che lo utilizzò per la sua "Conquista del Perù". Soltanto nel 1875, venne trovato, infine, dallo studioso Jiménez de la Espada negli archivi dell'Escorial ed ebbe finalmente l'onore delle stampe.
Il manoscritto dell'Escorial comprendeva però soltanto i primi diciotto capitoli e sembrava che l'integralità dell'opera fosse definitivamente compromessa. Per una fortunata casualità una copia del manoscritto integrale è invece recentemente venuta alla luce a Palma di Maiorca, presso la Fondazione Bartolomé March, depositaria della biblioteca del duca di Medinacheli. Trascritta ed annotata dalla studiosa Maria del Carmen Martin Rubio è stata infine pubblicata in occasione della commemorazione del V Centenario della scoperta dell'America dalle Edizioni Atlas di Madrid.
L'opera, finalmente completa è divisa in due parti. La prima consta di XLVIII capitoli che vanno dall'origine degli Inca fino alla morte di Huayna Cápac.
La seconda, di XXXIV capitoli, abbraccia le vicende delle guerre civili tra Huáscar ed Atahuallpa ed esamina, sia pur brevemente, la storia della conquista spagnola e della successiva sollevazione degli Inca, per concludersi con l'ambasciata di Betanzos presso Sayri Tupac. 
La parte più importante e quella riferita ai regni di Pachacútec e dei suoi successori. Sembra che Betanzos, forse grazie ai suoi legami coniugali, abbia avuto accesso a cantari e leggende ignote agli altri storici dell'epoca.
Per dovizia di particolari e per l'originalità di certe notizie che solo quivi sono presenti, la "Suma y Narración de los Incas" è un'opera essenziale per compenetrare la storia del grande impero andino.